# Sputnik Nischni Tagil
Sputnik Nischni Tagil (russisch Спутник Нижний Тагил) ist ein 1948 gegründeter Eishockeyklub der russischen Stadt Nischni Tagil. Die Mannschaft spielte bis 2018 in der zweitklassigen Wysschaja Hockey-Liga.

## Geschichte

Ehemaliges Logo des Klubs

Der Verein wurde 1948 als Dserschinez Nischni Tagil gegründet. Bis 1992 spielte das Team in den unterklassigen sowjetischen Ligen. 1992 bis 1997 spielte der Verein entweder zweit- oder drittklassig. Von 1997 bis 2010 spielte der Verein ununterbrochen in der zweitklassigen Wysschaja Liga. 2010 wurde er in deren Nachfolgeliga Wysschaja Hockey-Liga aufgenommen.
Sputnik Nischni Tagil fungierte zeitweise als Farmteam des KHL-Teilnehmers Awtomobilist Jekaterinburg.
2018 wurde der Spielbetrieb der Profimannschaft eingestellt.